# Le Journal de C8
Le Journal est un journal télévisé français diffusé en direct du lundi au vendredi à 12h20 et le week-end à 13h30 sur la chaîne nationale française C8 appartenant au groupe Canal+, lui-même contrôlé par le groupe Bolloré. Le programme s’arrête le 1er mars 2025, à la suite de la décision de la chaîne C8 de ne pas poursuivre sa diffusion, après le retrait d'autorisation d'émettre sur la TNT nationale française.

## Histoire
Dès son lancement en octobre 2012, la chaîne D8 programme des bulletins d'informations. Néanmoins, ce n'est pas la première fois qu'une chaîne de la TNT diffuse des journaux télévisés : en effet, Direct 8 l'ancêtre de D8, a également diffusé des sessions d'actualités, notamment Le Nouveau Journal puis Le Flash présenté par Clélie Mathias à 13 h 30 et 18 h 30 en semaine, à partir d'octobre 2010.
D8 le JT regroupait, jusqu'en septembre 2013, deux sessions d'informations ; une à la mi-journée et l'autre, le soir. Elles étaient toutes les deux diffusées depuis le 8 octobre 2012. Originellement programmées à 11 h 50 et à 19 h 50, elles étaient, depuis le 8 janvier 2013, programmées à 12 h 00 pour l'édition du midi de la semaine, 13 h 30 pour l'édition du midi du week-end, et 20 h 30 pour l'édition du soir. Depuis le 2 septembre 2013, l'édition du midi est supprimée faute d'audiences. Cette édition est cependant revenue depuis le 3 août 2015.
En septembre 2014, l'horaire est décalé à 20 h 45 (commence souvent à 20 h 55 voire 21 h). Premier record pour D8 le JT le 30 mars 2015 en direct dès 20 h 58 et présenté par Adrienne de Malleray : 1 210 000 téléspectateurs, soit 4,5% de PDA sur les 4 ans+. Record historique battu le 27 avril 2015 avec Sophie Normand-Couturier à la présentation, qui fédère 1 410 000 téléspectateurs, soit 5,5% de PDA sur les 4 ans+. Il s'agit d'un score exceptionnel pour "La nouvelle grande chaîne". D8 Le JT a une durée moyenne de 7 minutes.
En septembre 2015, le JT est décalé à 12h00, juste après Le Grand 8, même s'il commence en réalité à 11h50. Cependant, les scores d'audience sont très bas (69 000 téléspectateurs le 23 septembre 2015, soit seulement 1,3 % de PDA).
Avec l'arrivée de C8, Le JT est déplacé à 12h30 dans La Nouvelle Édition présenté par Émilie Besse. Le Soir, un JT tout en images est prévu. Elé Asu quitte D8 pour Le Grand Journal de Canal +.
Du 11 septembre 2017 au 27 février 2025, Le journal est diffusé du lundi au vendredi à 12h45 dans l'émission William à Midi ! présenté par  Caroline Delage.

## Identité visuelle

Logo de Le JT (du 7 octobre 2012 au 4 septembre 2016)
Logo de Le Journal (depuis le 5 septembre 2016)

## Présentateurs de l'édition de la mi-journée
Cette liste des présentateurs des journaux télévisés de D8 dresse la liste des présentateurs successifs des différentes éditions du journal télévisé diffusées sur la chaîne de télévision française D8 devenue C8.

### En semaine
À cause de mauvaises audiences, l'édition de la mi-journée est supprimée en juin 2013 et fait son retour en août 2015.
- octobre 2012 - juin 2013 : Élé Asu[5]
- août 2015 - mars 2016 : Adrienne de Malleray
- mars - juin 2016 : Nidhya Paliakara
- septembre 2016 - juin 2017 : Émilie Besse (dans La Nouvelle Édition)
- depuis septembre 2017 : Caroline Delage (dans William à Midi !)

Remplaçants
- juillet 2016 : Sophie Normand-Couturier
- août 2015 - mars 2016 : Nidhya Paliakara
- mars 2016 - août 2016 : Karima Hamzaoui
- depuis décembre 2016 : Nidhya Paliakara
- depuis avril 2017 : Alice Darfeuille

### Week-end
- octobre 2012 - juin 2013 : Adrienne de Malleray
- août 2015 - juin 2016 : Élé Asu
- depuis septembre 2016 : voix-off (JT tout en images)

Remplaçants
- octobre 2012 - juin 2013 : Sonia Chironi
- juin 2013 - août 2015 : Alice Darfeuille
- août 2015 - mars 2016 : Sophie Normand-Couturier
- mars 2016 - août 2016 : Karima Hamzaoui

## Présentateurs de l'édition du soir
L'édition est supprimée en août 2015 au profit de l'édition du Midi car le soir le JT devenait des flashs de 2 minutes. Avec l'arrivée de C8 en septembre 2016, l'édition du soir fait son retour dans un format tout en images.

### Du lundi au jeudi
- Octobre 2012 - Juin 2013 : Daphné Roulier[6]
- Septembre 2013 - Juillet 2015 : Adrienne de Malleray
- Mi-septembre 2013 - 4 juillet 2014 : Stéphanie Renouvin (pendant le congé maternité d'Adrienne de Malleray)
- Juillet 2014 - Juillet 2015 : Adrienne de Malleray

Remplaçants
- octobre 2012 - juillet 2013 : Alice Darfeuille
- octobre 2012 - mai 2013 : Maya Lauqué
- septembre 2013 - juillet 2014 : Caroline Delage
- 2013-2015 : Sophie Normand-Couturier
- 2014-2015 : Nidhya Paliakara
- 2015 : Myriam Bounafaa

### Vendredi
- Octobre 2012 - Septembre 2013 : Adrienne de Malleray
- Septembre 2013 - 4 juillet 2014 : Stéphanie Renouvin (pendant le congé maternité d'Adrienne de Malleray)
- Septembre 2014 - Juillet 2015 : Nidhya Paliakara

Remplaçants
- octobre 2012 - juin 2013 : Sonia Chironi / Alice Darfeuille
- 2013 - 2015 : Sophie Normand-Couturier
- 2014 : Émilie Tran Nguyen
- 2014 - 2015 : Nidhya Paliakara
- 2015 : Myriam Bounafaa

### Week-end
- Octobre 2012 - Juin 2013 : Adrienne de Malleray
- Septembre 2013 - Juillet 2015 : Élé Asu

Remplaçants
- octobre 2012 - juin 2013 : Sonia Chironi
- octobre 2012 - juin 2013 : Alice Darfeuille
- 2013 - 2014 : Soizic Boisard
- 2013 - 2015 : Sophie Normand-Couturier
- 2014 : Émilie Tran Nguyen
- 2014 - 2015 : Nidhya Paliakara
- 2015 : Myriam Bounafaa

## Diffusion
La session d'information est diffusée tous les jours à 11h50 sur la chaîne D8. À parti du lancement de C8 en septembre 2016, l'édition est retransmise du lundi au vendredi à 12h45 et le week-end à 13h30 puis dans la matinée.